# Irving Saladino
Irving Jahir Saladino Aranda (Colón, 23 gennaio 1983) è un ex lunghista panamense, campione mondiale a Osaka 2007 e campione olimpico a Pechino 2008.

## Biografia
La prima competizione in cui si fece notare furono i Mondiali indoor di Mosca nel 2006, dove vinse l'argento con la misura di 8,29 m fallendo l'oro per 1 cm a vantaggio del ghanese Ignisious Gaisah e superando Andrew Howe arrivato 3º con la misura di 8,20 m.
Nello stesso anno vince i Giochi panamericani a Rio de Janeiro con la misura di 8,28 m.
Ai Mondiali di Osaka nel 2007 era il favorito data anche l'assenza del leader stagionale, il greco Loúis Tsátoumas, arrivato quell'anno a 8,66 m e infortunatosi al meeting di Atene. I principali rivali di Saladino erano Dwight Phillips ed Andrew Howe. Saladino si portò in testa (a pari merito con lo statunitense Dwight Phillips, campione in carica) al secondo turno con la misura di 8,30 m poi migliorata nel turno successivo a 8,46 m, e vi rimase finché Howe non lo superò all'ultimo turno di gara, facendo segnare 8,47 m (battendo il record italiano appartenente a Giovanni Evangelisti). All'ultimo salto della gara Saladino riuscì a battere Howe con la misura di 8,57 m, diventando il primo atleta panamense capace di vincere un oro ai Campionati del mondo di atletica leggera.
In occasione della cerimonia d'apertura delle Olimpiadi di Pechino 2008 era stato designato come portabandiera per la delegazione di Panama, ma poi all'ultimo momento tale incarico è stato svolto da un'altra atleta. Negli stessi Giochi olimpici vince la gara di salto in lungo con un salto di 8,34 m diventando il primo campione olimpico panamense della storia.
Il 27 luglio 2012 è stato portabandiera per Panamá alla cerimonia di apertura dei Giochi della XXX Olimpiade a Londra.

## Record nazionali

### Seniores
- Salto in lungo: 8,73 m ( Hengelo, 24 maggio 2008)
- Salto in lungo indoor: 8,42 m ( Paiania, 13 febbraio 2008)

## Progressione

### Salto in lungo
| Stagione | Misura | Luogo               | Data      | Rank. Mond. |
| -------- | ------ | ------------------- | --------- | ----------- |
| 2014     | 8,16 m | Santiago            | 14-3-2014 | 17º         |
| 2013     | 7,99 m | San José            | 11-3-2013 | 62º         |
| 2012     | 8,16 m | Monaco              | 20-7-2012 | 27º         |
| 2011     | 8,40 m | Saint-Denis         | 8-7-2011  | 4º          |
| 2010     | 8,30 m | Bad Langensalza     | 5-6-2010  | 6º          |
| 2009     | 8,63 m | Eugene              | 7-6-2009  | 2º          |
| 2008     | 8,73 m | Hengelo             | 24-5-2008 | 1º          |
| 2007     | 8,57 m | Osaka               | 30-8-2007 | 2º          |
| 2006     | 8,56 m | Rio de Janeiro      | 14-5-2006 | 1º          |
| 2005     | 8,29 m | Siviglia            | 4-6-2005  | 8º          |
| 2004     | 8,12 m | Bogotà              | 10-7-2004 | 38º         |
| 2003     | 7,46 m | Barquisimeto        | 20-6-2003 | 508º        |
| 2002     | 7,51 m | Città del Guatemala | 25-5-2002 | 435º        |

### Salto in lungo indoor
| Stagione | Misura | Luogo      | Data      | Rank. Mond. |
| -------- | ------ | ---------- | --------- | ----------- |
| 2014     | 8,11 m | Stoccolma  | 6-2-2014  | 12º         |
| 2010     | 7,80 m | Doha       | 12-3-2010 | 71º         |
| 2008     | 8,42 m | Paiania    | 13-2-2008 | 1º          |
| 2007     | 8,31 m | Birmingham | 17-2-2007 | 1º          |
| 2006     | 8,29 m | Mosca      | 11-3-2006 | 2º          |

## Palmarès
| Anno | Manifestazione          | Sede           | Evento         | Risultato | Prestazione | Note                |
| ---- | ----------------------- | -------------- | -------------- | --------- | ----------- | ------------------- |
| 2002 | Mondiali juniores       | Kingston       | Salto in lungo | 17º (q)   | 7,30 m      |                     |
| 2003 | Campionati sudamericani | Barquisimeto   | Salto in lungo | Bronzo    | 7,46 m      |                     |
| 2004 | Giochi olimpici         | Atene          | Salto in lungo | 37º (q)   | 7,42 m      |                     |
| 2005 | Mondiali                | Helsinki       | Salto in lungo | 6º        | 8,20 m      |                     |
| 2006 | Mondiali indoor         | Mosca          | Salto in lungo | Argento   | 8,29 m      | Record sudamericano |
| 2006 | Giochi CAC              | Cartagena      | Salto in lungo | Oro       | 8,29 m      |                     |
| 2007 | Giochi panamericani     | Rio de Janeiro | Salto in lungo | Oro       | 8,28 m      |                     |
| 2007 | Mondiali                | Osaka          | Salto in lungo | Oro       | 8,57 m      | Record sudamericano |
| 2008 | Giochi olimpici         | Pechino        | Salto in lungo | Oro       | 8,34 m      |                     |
| 2009 | Mondiali                | Berlino        | Salto in lungo | Finale    | nm          |                     |
| 2010 | Mondiali indoor         | Doha           | Salto in lungo | 12º (q)   | 7,80 m      |                     |
| 2011 | Mondiali                | Taegu          | Salto in lungo | 22º (q)   | 7,84 m      |                     |
| 2012 | Giochi olimpici         | Londra         | Salto in lungo | nm (q)    | nm (q)      |                     |
| 2013 | Campionati sudamericani | Cartagena      | Salto in lungo | Bronzo    | 7,94 m      |                     |
| 2014 | Mondiali indoor         | Sopot          | Salto in lungo | 11º (q)   | 7,94 m      |                     |
| 2014 | Giochi sudamericani     | Santiago       | Salto in lungo | Oro       | 8,16 m      | Record dei Giochi   |

## Altre competizioni internazionali
2006
- Oro alla World Athletics Final ( Stoccarda), salto in lungo - 8,41 m
- Oro in Coppa del mondo ( Atene), salto in lungo - 8,26 m